# Weiner, Arkansas
Weiner, Arkansas (енгл. Weiner) град је у америчкој савезној држави Арканзас.

## Демографија
По попису из 2010. године број становника је 716, што је 44 (-5,8%) становника мање него 2000. године.
| Група             | 2000.       | 2010.       |
| Белци             | 744 (97,9%) | 673 (94,0%) |
| Афроамериканци    | 4 (0,5%)    | 13 (1,8%)   |
| Азијати           | 4 (0,5%)    | 2 (0,3%)    |
| Хиспаноамериканци | 5 (0,7%)    | 19 (2,7%)   |
| Укупно            | 760         | 716         |